# Ífiklés
Ífiklés (latinsky Iphiclus) byl v řecké mytologii syn tírynthského krále Amfitryóna jeho manželky Alkmény.
Byl nevlastním bratrem největšího hrdiny řeckých mýtů Hérakla, jehož otcem byl nejvyšší bůh Zeus. Ten svedl Alkménu tak, že na sebe vzal podobu jejího manžela.
Ífiklés byl jedním z účastníků honu na kalydónského kance.
Měl tři syny, z toho dva starší mu zabil Héraklés, když na něj bohyně Héra seslala šílenství. Nejmladší syn Ioláos se stal později Héraklovým přítelem a také manželem Héraklovy první ženy Megary. Pomáhal Héraklovi v plnění druhého úkolu, v boji s lernskou Hydrou.